# Nationalpark Lahemaa
Der Nationalpark Lahemaa (estnisch Lahemaa rahvuspark) befindet sich im Norden Estlands, etwa 70 Kilometer östlich der Hauptstadt Tallinn. Er erstreckt sich auf einer Fläche von 72.500 Hektar (einschließlich 25.090 Hektar Seegebiet). Der Park wurde 1971 als erster Nationalpark der Sowjetunion gegründet, um die nordestnische Landschaft, das dortige Ökosystem und die Artenvielfalt als „estnisches Erbe“ zu erhalten. 

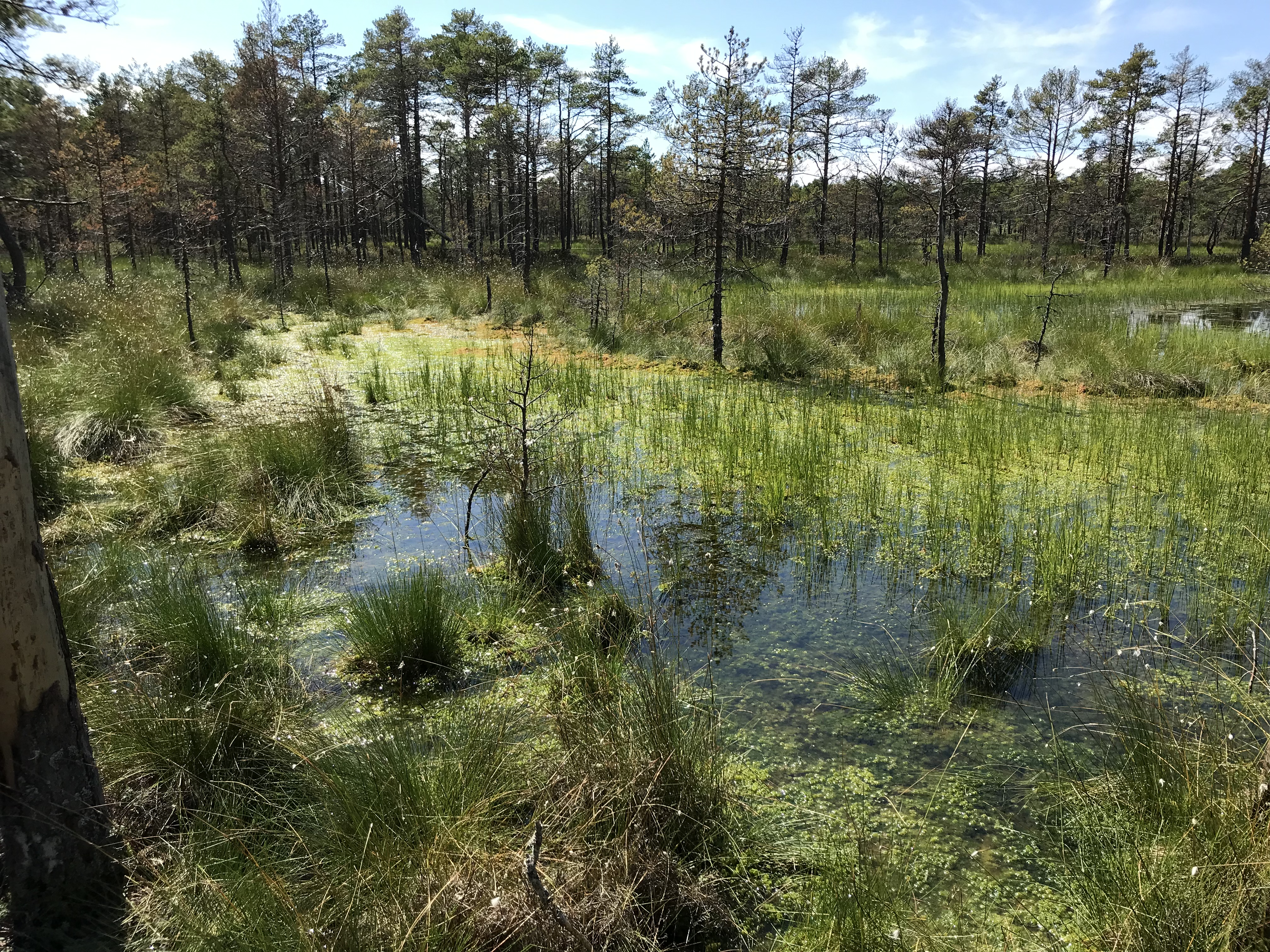
Nationalpark Lahemaa

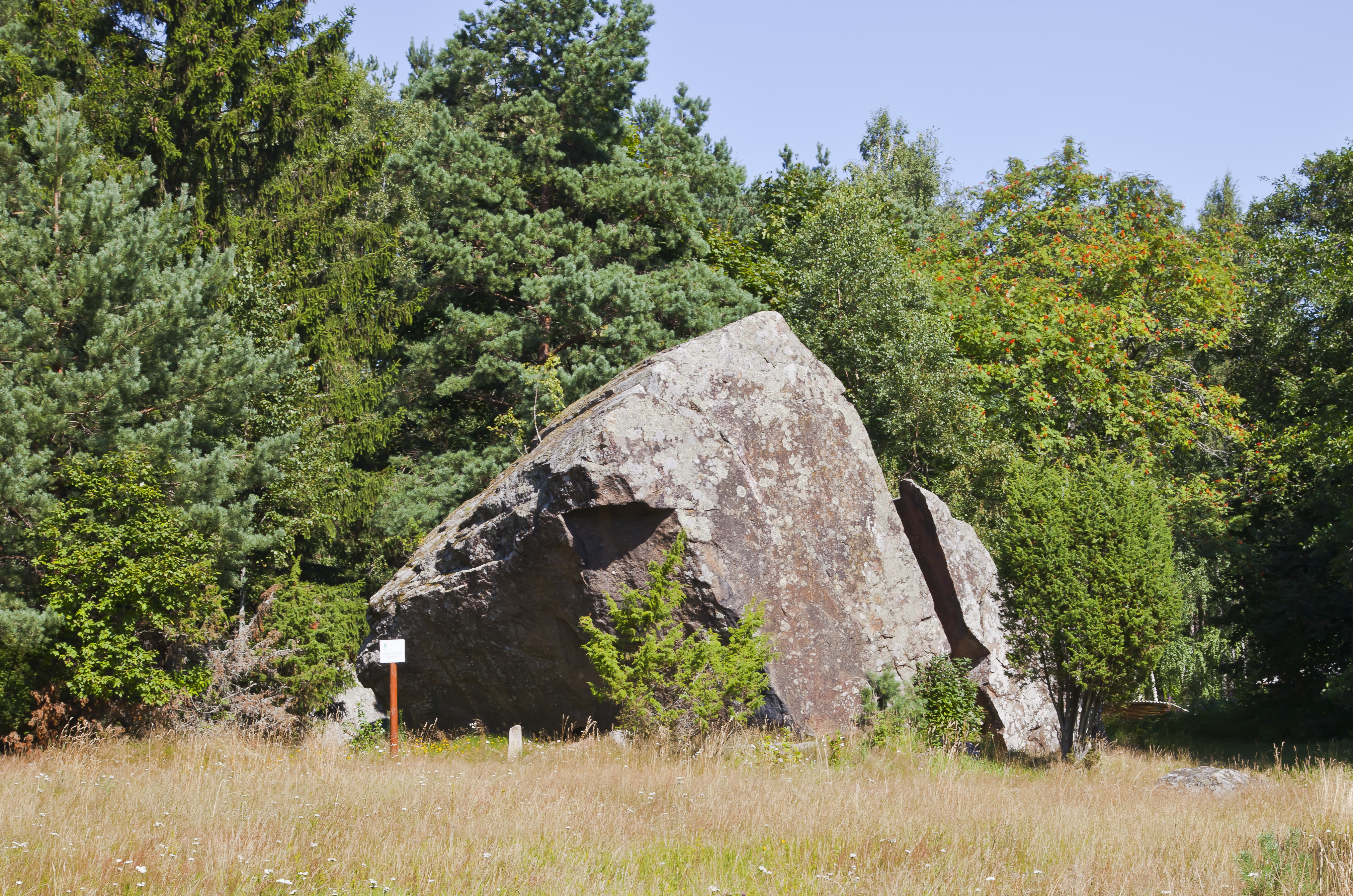
Findling Jaani Tooma

Im Park leben einige vom Aussterben bedrohte Tierarten wie Fischadler, Steinadler, Seeadler,  Schwarzstorch und Nerz. Im Park findet sich auch eine der letzten Populationen der Flussperlmuschel (Margaritifera margaritifera) in den baltischen Staaten. Im Nationalpark leben unter anderem ca. 150 Elche, Luchse und Biber, die an den zahlreichen Bachläufen und kleinen Seen ihr Revier finden. 
Die zentrale Verwaltung des Parks befindet sich in einem Nebengebäude des ehemaligen Gutes der Familie von der Pahlen im Ort Palmse. Dort illustriert ein naturkundliches Museum die Topographie, Geschichte und Artenvielfalt der Region.

## Tourismus
Der Nationalpark Lahemaa gliedert sich in unterschiedliche Schutzzonen, jene, die auf Wegen bzw. Straßen für Wanderer, Radler und Autofahrer ganzjährig zugänglich sind, jene, die saisonal (besonders im Frühjahr zur Brutzeit der Wasservögel) gesperrt werden, und schließlich in Totalreservate, die von Menschen nicht betreten werden dürfen und in denen die Natur sich selbst überlassen bleibt. In den vergangenen Jahren wurden verstärkt Anstrengungen unternommen, um das Gebiet für den sanften Tourismus attraktiver zu machen. Auf den seit den 1980er Jahren restaurierten historischen früheren Gütern Palmse, Sagadi und Vihula eröffneten nach Erlangung der estnischen Unabhängigkeit Hotels und Restaurants. In den Küstenorten entstanden neue Ferienquartiere.